# Relazioni bilaterali tra San Marino e Spagna
Le relazioni tra San Marino e la Spagna sono le relazioni bilaterali e diplomatiche tra questi due paesi. San Marino ha un'ambasciata e un consolato a Madrid. La Spagna non ha un'ambasciata a San Marino, ma l'ambasciata e il consolato spagnoli a Roma sono accreditati per questo paese.

## Relazioni diplomatiche
La Spagna ha instaurato relazioni diplomatiche con San Marino a livello di ambasciatori nel 1992, relazioni eccellenti che si riflettono soprattutto in un frequente scambio di sostegno reciproco per le domande presentate per riempire posti vacanti in organizzazioni internazionali. Pertanto, nel 2008, la Spagna ha sostenuto San Marino per l'inclusione nell'elenco dei siti patrimonio mondiale dell'UNESCO. Infine, va notato l'entrata in vigore, nell'agosto 2011, dell'accordo bilaterale sullo scambio di informazioni in materia fiscale, firmato nel 2010 che risponde al desiderio di San Marino di allinearsi alla politica di trasparenza fiscale dell'OCSE.

## Relazioni economiche
Secondo gli ultimi dati pubblicati da ICEX, nel periodo gennaio-febbraio 2014 le esportazioni spagnole verso San Marino hanno raggiunto € 1,79 milioni, il che significa un aumento del 46,2% rispetto allo stesso periodo dell'anno precedente. I settori principali erano: automobili (20%), cellulosa e carta (19%) e semilavorati in alluminio (11%).
Per quanto riguarda le importazioni spagnole da San Marino, in questo periodo hanno raggiunto 0,88 milioni di euro, cifra che rappresenta un aumento del 73,5% rispetto allo stesso periodo dell'anno precedente. I capitoli più importanti sono stati gli articoli e i prodotti per la pulizia (50%), le macchine per l'imballaggio (27%) e l'agrochimica (10%).